# Первомайское (станция)
Первомайское — закрытая железнодорожная станция ведомственной железнодорожной линии ООО «Восточный путь» (бывшей Муйской УЖД), соединённой с линиями Сахалинского региона Дальневосточной железной дороги. Названа по одноимённому селу. С 1943 по 1945 год была самой северной частной грузовой железнодорожной станцией в Японии, а также самая северной железнодорожной станцией в Японии.

## История
Станция открыта в 1943 году в составе пускового участка Котон (Победино) — Ганмон-ива (Первомайское) частной узкоколейной (600 мм) грузовой Карафутской известково-цементной железнодорожной линии (яп. 樺太セメント工業石灰山軌道 Карафуто сэмэнто ко:гё: сэккаияма кидо:). До 1991 года имела узкую колею.
11 августа 1945 года станция освобождена советскими войсками. С 1981 года началась перешивка железной дороги на сахалинский стандарт, продлившаяся 10 лет. До начала 2000-х имела пассажирское сообщение до станции Победино. С 2014 года не эксплуатируется.

## Описание
Станция состояла из шести путей колеи 1067 мм, ранее 750 мм, все пути неэлектрифицированные. От северной горловины станции отходит путь к нефтеналивному терминалу.

## Деятельность
По параграфу станция способна осуществлять небольшие грузовые отправления со складов и на открытых площадках.
Пассажирского сообщения нет с 2000 года. До этого от Победино курсировали 2 пары пассажирских поездов, состоявших из тепловоза и 2 вагонов ПВ40, переставленных на колею 1067 мм.